# FM-3000
FM-3000 (внутренняя классификация HQ-11) — китайская зенитная ракетная система малой и средней дальности, представленная компанией CASIC для экспорта в 2014 году. Является заменой HQ-61.

## Конструкция
FM-3000 состоит из ракетной пусковой установки, системы ближнего боя Тип 730 и системы радиолокационного обнаружения. Носителем установки является колёсный транспортёр 8х8, всего в ней восемь пусковых ячеек. Дальность поражения ракетами составляет 30 км, машина оснащена вращающимся радаром, который способен одновременно обрабатывать до 32 целей.

## Варианты
- FM-3000N — версия для ВМФ.